# A Dark Truth - Un'oscura verità
A Dark Truth - Un'oscura verità (A Dark Truth) è un film del 2012 diretto da Damian Lee.

## Trama
Jack Begosian, un presentatore radiofonico ed ex agente della CIA, viene prescelto dalla presidentessa della multinazionale Clearbac, una Whistleblower, in disaccordo con il fratello Bruce, per andare in Ecuador per un servizio sulla strage di innocenti che lì è successa.
Una volta giunto sul posto, si trova in mezzo ad una serie di eventi dove Francisco Francis sarà uno dei suoi alleati assieme a sua moglie Mia Francis.